# Fruit Hill
Fruit Hill és una concentració de població designada pel cens dels Estats Units a l'estat d'Ohio. Segons el cens del 2000 tenia 3.945 habitants.

## Demografia
Segons el cens del 2000, Fruit Hill tenia 3.945 habitants, 1.428 habitatges, i 1.118 famílies. La densitat de població era de 1.218,5 habitants/km².
Dels 1.428 habitatges en un 39,6% hi vivien nens de menys de 18 anys, en un 67,3% hi vivien parelles casades, en un 8,2% dones solteres, i en un 21,7% no eren unitats familiars. En el 19,5% dels habitatges hi vivien persones soles el 9,7% de les quals corresponia a persones de 65 anys o més que vivien soles. El nombre mitjà de persones vivint en cada habitatge era de 2,68 i el nombre mitjà de persones que vivien en cada família era de 3,08.
Per edats la població es repartia de la següent manera: un 26,8% tenia menys de 18 anys, un 5,6% entre 18 i 24, un 27,9% entre 25 i 44, un 24,4% de 45 a 60 i un 15,3% 65 anys o més.
L'edat mediana era de 39 anys. Per cada 100 dones de 18 o més anys hi havia 85,4 homes.
La renda mediana per habitatge era de 61.397 $ i la renda mediana per família de 68.676 $. Els homes tenien una renda mediana de 45.306 $ mentre que les dones 36.250 $. La renda per capita de la població era de 28.145 $. Aproximadament el 2,5% de les famílies i el 2,5% de la població estaven per davall del llindar de pobresa.

## Poblacions més properes
El següent diagrama mostra les poblacions més properes.